# Kurt Darren
Kurt Darren, echte naam Kurt Johan van Heerden (Pretoria, 19 februari 1970), is een Zuid-Afrikaans volkszanger. Hij brak in 2002 definitief door met zijn nummer en album Meisie Meisie. Naast zanger is hij ook songwriter.
Ook in Nederland is zijn muziek te horen, maar dan vooral gezongen door anderen. Zijn nummers Staan Op, Meisie Meisie, Daar Doer in Die Donker, Oos Wes Tuis Bes, Bloubergstrand Se Sonsak, Af en Af en Hallo Hallo werden door Nederlandse zangers gecoverd, als Vinzzent, Jan Smit, en Helemaal Hollands.
Hij trad in 2013 voor het eerst op in Nederland tijdens het Afrikaans Muziekfeest in Amsterdam op 25 januari.
In Vlaanderen is eveneens zijn muziek te horen met de nummers Kap'tein (heis die zeilen) (Bart Kaëll), Dromendans (de Nederlandse zanger Vinzzent) en De zomer gaat nooit voorbij (Wim Soutaer) zijn Nederlandstalige coverversies van Kaptein (span die seile) en Hemel op Tafelberg die in de Vlaamse en Nederlandse hitparade van 2012 een notering hebben gehad.
Darren kwam in januari 2013 met een Nederlandstalig nummer met de naam Voor Altijd.
Zijn succesvolste nummer is Loslappie.

## Discografie
- Kurt Darren - 1997
- Just When I Needed You Most - 1998
- Since I Found You - 1999
- Net Jy Alleen - 2001
- Meisie Meisie - 2002
- Se Net Ja - 2004
- Staan Op - 2004
- Vat My, Maak My Joune - 2005
- Lekker Lekker - 2006
- Voorwaarts Mars - 2007
- Uit die diepte van my hart - 2008
- Smiling back at me - 2009
- Die beste medisyne - 2010
- Oos Wes Tuis Bes - 2011
- In Jou Oë - 2012 (met o.a de hits Heidi en Stoomtrein)
- Voor Altijd - 2013 (digitale single)
- Seerower - 2013

### Singles
| Single met eventuele hitnotering(en) in de Nederlandse Top 40 | Datum van verschijnen | Datum van binnenkomst | Hoogste positie | Aantal weken | Opmerkingen                  |
| ------------------------------------------------------------- | --------------------- | --------------------- | --------------- | ------------ | ---------------------------- |
| Meissie meissie                                               | 2002                  | -                     |                 |              | Nr. 100 in de Single Top 100 |